# Domingo Lois Monteagudo
Domingo Antonio Lois Monteagudo (1723-1786) fue un arquitecto español.

## Biografía

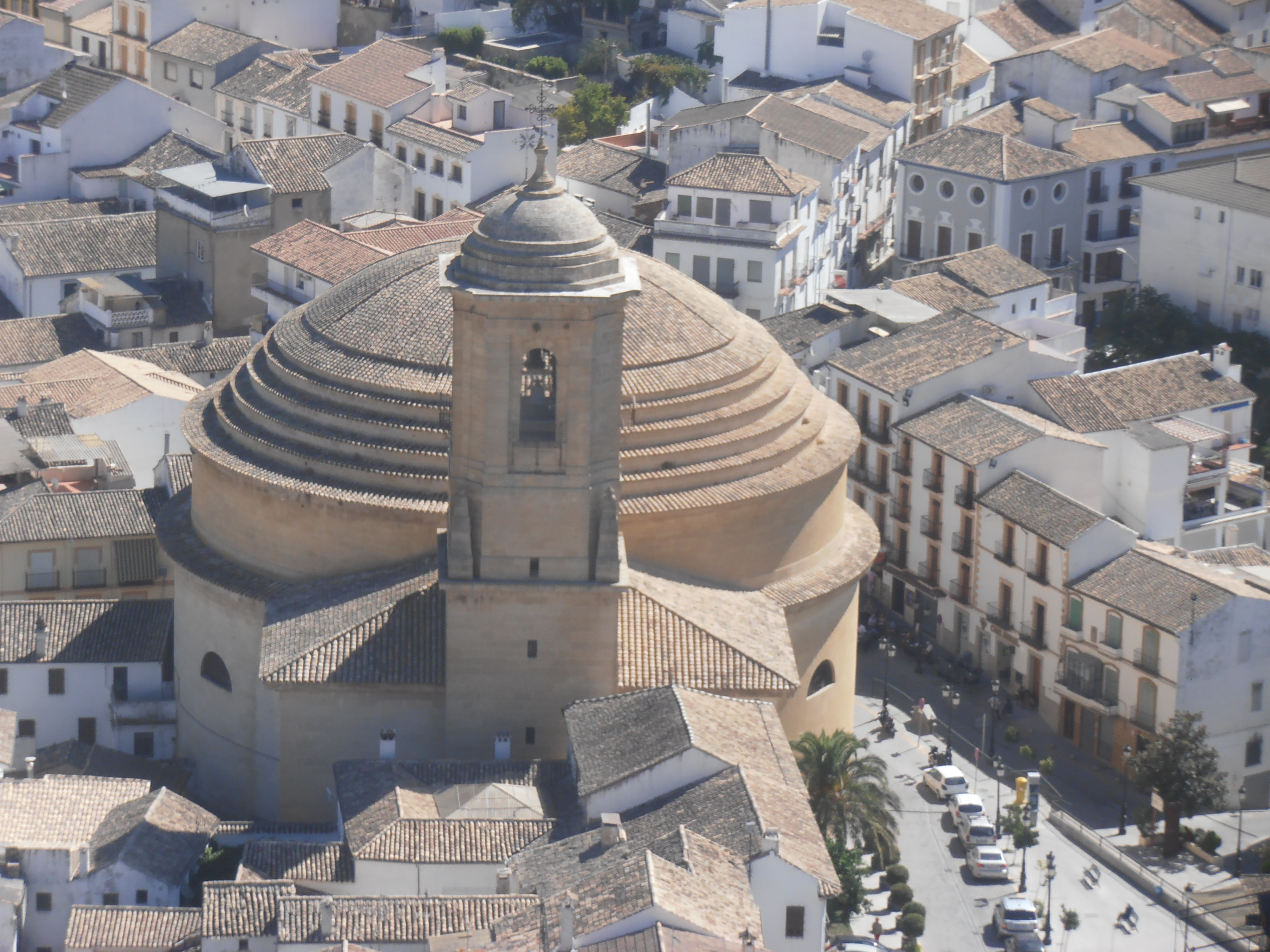
Vista de la iglesia de la Encarnación en Montefrío, proyectada por Lois. En tiempos Eugenio de Llaguno y Amírola sostuvo que esta fue la única obra proyectada por Lois (dirigió numerosos proyectos de Ventura Rodríguez).

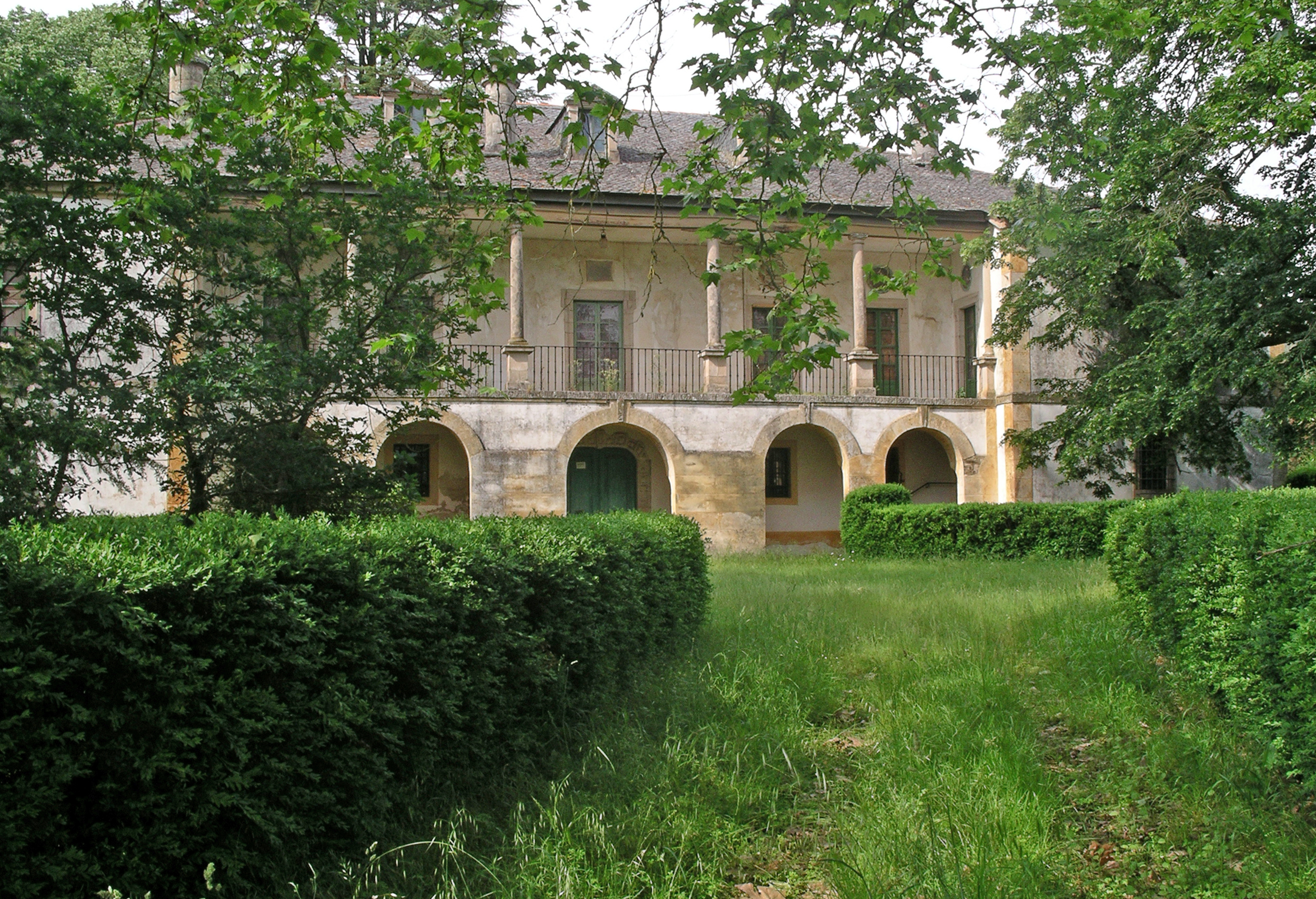
Pazo de Bóveda

Nació en 1723 en Galicia. Alumno de la Academia de San Fernando pensionado en Roma —etapa en la que coincidió con Juan de Villanueva, bastante más joven que él—, participó con Ventura Rodríguez —con quien colaboró de forma continua a lo largo de su vida y de quien sería «discípulo predilecto»— en una serie de obras en la catedral de Santiago. Habría realizado también proyectos de iglesias en localidades granadinas como Nívar, Montefrío  y Alomartes. En lo relativo a arquitectura civil proyectó por ejemplo el pazo de Bóveda (Lugo). Falleció en 1786.